# Stelvio Cipriani
Pour les articles homonymes, voir Cipriani.
Stelvio Cipriani, né le 20 août 1937 à Rome et mort dans la même ville le 1er octobre 2018,, est un compositeur italien. 

## Biographie
Stelvio Cipriani étudie le piano et l'harmonie à l'Académie nationale Sainte-Cécile de Rome. En 1957 il devient le pianiste de nombreux chanteurs comme Rita Pavone ou Tony Renis.
Aux États-Unis, il étudie le jazz avec Dave Brubeck. En 1966, il fait ses débuts au cinéma en composant des musiques de westerns spaghetti et se spécialise dans la composition destinée à l'audiovisuel (musique de film, émissions télévisées).
L'une de ses œuvres les plus connues est sans doute le thème principal Anonimo veneziano du film Adieu à Venise d'Enrico Maria Salerno (1970) qui, avec l'additif d'un texte français écrit par Eddy Marnay, devient une chanson interprétée et popularisée par Frida Boccara sous le titre Venise va mourir (1970). 

## Filmographie partielle
Cinéma
- 1967 : Un homme, un cheval et un pistolet (Un uomo, un cavallo, una pistola) de Luigi Vanzi
- 1967 : Les Tueurs de l'Ouest de Eugenio Martín
- 1968 : Le Cavalier et le Samouraï (Lo straniero di silenzio) de Luigi Vanzi
- 1969 : La Loi de la violence (Legge della violenza - Tutti o nessuno) de Gianni Crea
- 1969 : Le Duo de la Mort (Femina Ridens) de Piero Schivazappa
- 1970 : Adieu à Venise (Anonimo veneziano) d'Enrico Maria Salerno
- 1971 : Blindman, le justicier aveugle (Blindman) de Ferdinando Baldi
- 1971 : La Baie sanglante (Reazione a catena) de Mario Bava
- 1971 : L'Iguane à la langue de feu (L'iguana dalla lingua di fuoco) de Riccardo Freda
- 1971 : À cœur froid (A cuore freddo) de Riccardo Ghione
- 1971 : Come Together (Rapporto al tre) de Saul Swimmer (en)
- 1971 : Nuits d'amour et d'épouvante (La morte cammina con i tacchi alti) de Luciano Ercoli
- 1971 : Plus venimeux que le cobra (L'uomo più velenoso del cobra) de Bitto Albertini
- 1972 : Dernier appel (L'assassino... è al telefono) d'Alberto De Martino
- 1973 : Le Grand Kidnapping (La polizia sta a guardare) de Roberto Infascelli
- 1973 : La Fureur d'un flic (La mano spietata della legge) de Mario Gariazzo
- 1974 : La Lame infernale (La polizia chiede aiuto) de Massimo Dallamano
- 1974 : La police a les mains liées (La Polizia ha le mani legate) de Luciano Ercoli
- 1974 : Cani arrabbiati de Mario Bava
- 1974 : La Mort lente (La moglie giovane) de Giovanni D'Eramo
- 1975 : Émilie, l'enfant des ténèbres (Il medaglione insanguinato) de Massimo Dallamano
- 1975 : Un flic voit rouge (Mark il poliziotto) de Stelvio Massi
- 1976 : Section de choc (Quelli della calibro 38) de Massimo Dallamano
- 1976 : Agent très spécial 44 (Mark colpisce ancora) de Stelvio Massi
- 1977 : Tentacules (Tentacoli) d'Ovidio G. Assonitis
- 1977 : Cara sposa de Pasquale Festa Campanile
- 1977 : La Classe (La signora ha fatto il pieno) de Juan Bosch Palau
- 1977 : Le Justicier défie la ville (Torino violenta) de Carlo Ausino
- 1977 : Équipe spéciale (La polizia è sconfitta) de Domenico Paolella
- 1977 : Le Parfait Tueur (Quel Pomeriggio Maledetto) de Mario Siciliano
- 1978 : Le Mystère du triangle des Bermudes (El Triángulo diabólico de las Bermudas) de Rene Cardona Jr.
- 1978 : Terreur sur la lagune (Solamente nero) d'Antonio Bido
- 1978 : Un flic explosif (Un poliziotto scomodo) de Stelvio Massi
- 1978 : L'Enfant de nuit de Sergio Gobbi
- 1978 : La Loi de la CIA (Sono stato un agente C.I.A.) de Romolo Guerrieri
- 1979 : Le Grand Alligator (Il fiume del grande caimano) de Sergio Martino
- 1979 : Les Vierges damnées (Un ombra nell'ombra) de Pier Carpi
- 1979 : SOS Concorde (Concorde Affaire '79) de Ruggero Deodato
- 1980 : L'Avion de l'apocalypse (Incubo sulla città contaminata) d'Umberto Lenzi
- 1980 : Le Jardin d'Éden (エデンの園, Eden no sono?) de Yasuzō Masumura
- 1980 : Les Plaisirs d'Hélène (Orgasmo nero) de Joe D'Amato
- 1980 : Tony, l'altra faccia della Torino violenta de Carlo Ausino
- 1980 : Un flic rebelle (Poliziotto solitudine e rabbia) de Stelvio Massi
- 1981 : Piranha 2 : les Tueurs volants (Piranha Part Two: The Spawning) de James Cameron
- 1981 : L'ultimo harem de Sergio Garrone
- 1983 : La casa del tappeto giallo de Carlo Lizzani
- 1983 : Rush de Tonino Ricci
- 1984 : Rage (Rage: Fuoco incrociato) de Tonino Ricci

Télévision
- 1991 : Reporter Blues, série télévisée d'animation diffusée en France dans le cadre de l'émission pour la jeunesse Canaille Peluche sur Canal+ (compositeur du thème principal)
- 1991 : Vita coi figli de Dino Risi